# Georgetown (Delaware)
Georgetown és una població dels Estats Units a l'estat de Delaware. Segons el cens del 2000 tenia 4.643 habitants.

## Demografia
Segons el cens del 2000, Georgetown tenia 4.643 habitants, 1.489 habitatges, i 957 famílies. La densitat de població era de 434,1 habitants/km².
Dels 1.489 habitatges en un 32,1% hi vivien nens de menys de 18 anys, en un 41% hi vivien parelles casades, en un 16,5% dones solteres, i en un 35,7% no eren unitats familiars. En el 28,1% dels habitatges hi vivien persones soles el 14% de les quals corresponia a persones de 65 anys o més que vivien soles. El nombre mitjà de persones vivint en cada habitatge era de 2,97 i el nombre mitjà de persones que vivien en cada família era de 3,29.
Per edats la població es repartia de la següent manera: un 25,4% tenia menys de 18 anys, un 14,3% entre 18 i 24, un 30,4% entre 25 i 44, un 16,1% de 45 a 60 i un 13,8% 65 anys o més.
L'edat mediana era de 30 anys. Per cada 100 dones de 18 o més anys hi havia 109,5 homes.
La renda mediana per habitatge era de 31.875 $ i la renda mediana per família de 37.925 $. Els homes tenien una renda mediana de 20.886 $ mentre que les dones 19.944 $. La renda per capita de la població era de 15.288 $. Aproximadament el 20,9% de les famílies i el 25,1% de la població estaven per davall del llindar de pobresa.

## Poblacions properes
El següent diagrama mostra les poblacions més properes.